# Nasirija
Nasirija (arabsko ٱلنَّاصِرِيَّة, latinizirano: An Nāşirīyah; črkovano tudi Nassiriya ali Nasiriya) je mesto v Iraku. Leži ob spodnjem toku Evfrata, približno 360 km južno-jugovzhodno od Bagdada, blizu ruševin starodavnega mesta Ur. Je glavno mesto guvernata Dhi Qar. Leta 2018 je imelo mesto približno 558.000 prebivalcev, zaradi česar je deseto največje mesto v Iraku. V zgodnjem 20. stoletju je imela raznoliko populacijo muslimanov, mandejcev in Judov; danes so njegovi prebivalci pretežno šiitski muslimani.
Nasirijo je ustanovilo pleme Muntafik v poznem 19. stoletju v osmanski dobi. Od takrat je postalo glavno prometno središče. Je središče območja pridelave datljev. Mestna domača industrija vključuje gradnjo čolnov, mizarstvo in obdelavo srebra.
Mestni muzej ima veliko zbirko sumerskih, asirskih, babilonskih in abasidskih artefaktov. Muzej Nasirija hrani veliko zbirko sumerskih, asirskih, babilonskih in abasidskih del. V bližini so ruševine starodavnih mest Ur in Larsa, približno 10 kilometrov od mesta pa se Evfrat zadnjič zlije s Tigrisom.

## Zgodovina

### Ustanovitev in osmansko obdobje
Nasirija je leta 1872 ustanovil Nasir al-Sadoon Paša (arabsko ناصر السعدون باشا), šejk ("poglavar") plemenske konfederacije Muntafik, po katerem je mesto dobilo ime. Istega leta je postal upravno središče sandžaka Muntafik. Nasir Paša je bil vodja sunitskega muslimanskega klana al-Saadun, ki je bil vladajoča družina Muntafik, katere pripadniki plemena so bili večinoma šiitski muslimani. V času ustanovitve Nasirije se je oblast Muntafika v vilajetu Basra (južni Irak) vse bolj umikala osmanski centralizaciji. Vendar so Osmani Nasir pašo imenovali za vodjo vilajeta (province) in na njegovo ime registrirali velika zemljišča okoli Nasirije. Njegov sin, Saadun paša, je postal mutasarif (pobiralec davkov) Nasirije in do leta 1908 je v njihovem imenu tako rekoč vladal južnemu Iraku, saj si je pridobil njihovo naklonjenost z močno podporo mladoturške revolucije leta 1908.
Bilo je glavno trgovsko središče v osmanskem Iraku in je uvažalo tuje blago prek trgovine z Bagdadom in Basro. Glavno blago, ki ga je proizvajala Nasirija, je vključevalo usnje, žito in ghee. V mestu je bilo približno 600 dobro zgrajenih kamnitih hiš, vendar je bila večina stavb in domov zgrajenih iz blatne opeke. V Nasiriji je bilo približno 350 trgovin in pet hanov (gostišč). Okolica mesta je bila bogata z datljevimi palmami in žitnimi polji. Mesto ni bilo zaščiteno z obzidjem kot druga večja upravna središča. Poleg upravnih funkcij, ki jih je imelo za okrožje Muntafik, je Nasirija služil kot vladna postojanka in naselje v na splošno nomadski regiji, kjer so prevladovala lokalna beduinska plemena.

### Britanska in hašemitska vladavina
Med prvo svetovno vojno so Britanci julija 1915 osvojili mesto, ki ga je takrat nadzorovalo Osmansko cesarstvo. V bitki za Nasirijo 24. julija 1915 je padlo okoli 400 britanskih in indijskih ter do 2000 turških vojakov.
Leta 1920 je Nasirija imela 6523 prebivalcev. Prebivalstvo je bilo etnično raznoliko, pri čemer so Arabci muslimani predstavljali 72,7 % prebivalcev, Judje 8 %, Mandejci 9,7 %, Perzijci 4,6 %, Lurs 4,3 % ter kristjani, Turki in Indijci, ki tvorijo preostanek prebivalstva.
Prvo celico iraške komunistične partije je v Nasirija ustanovil Jusuf Salman Jusuf (znan kot Fahd) v 1930-ih. To je bilo tudi rojstno mesto Fuada al-Rikabija, ki je v 1950-ih ustanovil iraško stranko Baath. Takrat so iraški Baath večinoma sestavljali ljudje iz Nasirije in sicer Rikabijevi sorodniki in sodelavci.

### Zalivska vojna
Med zalivsko vojno leta 1991 je Nasirija označila najdlje točko, do katere so koalicijske sile prodrle v Irak, z 82. zračno-desantno divizijo Združenih držav Amerike in elementi 101. zračno-desantne divizije, ki so dosegli glavno cesto tik pred mestom. Marca 1991, po ameriškem umiku ob koncu vojne, se je šiitsko prebivalstvo Nasirije udeležilo upora proti vladavini iraškega predsednika Sadama Huseina. Iraška vojska je upor nasilno zadušila z velikimi izgubami življenj in veliko telesno škodo. Številne njegove prebivalce so pobile iraške vladne sile.
Do iraške vojne leta 2003 je bilo mesto Nasirija dom ene največjih skupnosti mandejcev v Iraku. V Nasiriji so Mandejci večinoma živeli v »četrti Subba« (arabsko منطقة الصابئة, lit. 'sabska cona'), ki je na severnih bregovih reke Evfrat.

### Iraška vojna
Marca 2003 je bila Nasirija ena prvih večjih bitk ameriške invazije na Irak leta 2003. Phillip Mitchell z Mednarodnega inštituta za strateške študije je za The Guardian tako opisal strateški pomen mesta:
Nasirija je glavni upravni štab in je tudi štab vojaškega okrožja [iraškega generala] Madžida. Je pomemben strateški prehod čez Evfrat. Zaradi vseh teh razlogov bo Nasirija dobro obranjen, kar bo za nekaj časa upočasnilo [invazijo] Mecha.— Phillip Mitchell, Gains in south spur thrust in Baghdad – The Guardian
23. marca so ameriške invazijske sile padle v zasedo blizu mesta: 11 ameriških vojakov je bilo ubitih, vojaška vojaka Jessica Lynch, vojaška vojaka Lori Piestewa in specialistka Shoshana Johnson pa so bile med spopadi ujetnice. Bitka za Nasirija med iraškimi silami in 2. mornariško ekspedicijsko brigado pod klicnim znakom Task Force Tarawa Korpusa marincev ZDA je trajala med približno 23. in 29. marcem, v kateri je bilo ubitih 18 marincev in več kot 150 ranjenih, vključno z število jih je zadel prijateljski ogenj letal A-10 letalskih sil, vendar je bil iraški odpor zatem dokaj hitro premagan. Mesto je od padca Sadama Huseina razmeroma mirno. Tovornjak bomba je novembra 2003 ubil 18 italijanskih vojakov in 11 civilistov, aprila 2004 pa so tu izbruhnili spopadi.

## Arheologija
Marca 2018 so v puščavskem mestu Abu Tbeira, sedem kilometrov južno od Nasirije, objavili odkritje več kot 4000 let starega pristanišča. Je najstarejše znano pristanišče v Iraku.